# Понуде за Олимпијске игре
Понуде за Олимпијске игре − Национални олимпијски комитети који желе да буду домаћини Олимпијских игара бирају градове на својој територији да поднесу понуде за Олимпијске игре. Одржавање Параолимпијских игара је аутоматски укључена у понуду.  Од оснивања Међународног олимпијског комитета (МОК) 1894. године, који је успешно присвојио име Олимпијских игара у Старој Грчкој за креирање модерног спортског догађаја, заинтересовани градови су се такмичили за избор домаћина Летњих или Зимских олимпијских игара. За домаћине модерних Олимпијских игара до сада је изабран је 51 град: три у источној Европи, пет у источној Азији, један у Јужној Америци, три у Океанији, девет у Северној Америци и остатак у западној Европи. Ниједан централноамерички, афрички, централноазијски, блискоисточни, јужноазијски или југоисточни азијски град никада није изабран за домаћина Олимпијаде.
Недавне одлуке су донете на седницама МОК-а седам до једанаест година од игара, на пример, Летње олимпијске игре 2020. додељене су Токију 7. септембра 2013, Зимске олимпијске игре 2022. додељене су Пекингу 31. јула 2015. године, Летње олимпијске игре 2024. додељене су Паризу 13. септембра 2017. године, Зимске олимпијске игре 2026. додељене су Милану О -Кортина д'Ампецо 24. јуна 2019, Летње олимпијске игре 2028. додељене су Лос Анђелесу 13. септембра 2017, а Летње олимпијске игре 2032. додељене су Бризбејну 21. јула 2021.

## Сарадња МОК – МПКа
У јуну 2001. Међународни олимпијски комитет (МОК) и Међународни параолимпијски комитет (МПК) потписали су споразум који би обезбедио да се постављање Параолимпијских игара аутоматски укључи у понуду за Олимпијске игре.  Споразум је ступио на снагу на Летњим Параолимпијским играма у Пекингу 2008. и Зимским Параолимпијским играма у Ванкуверу 2010. године. Међутим, Организациони комитет Солт Лејк 2002 (СЛОЦ) је већ на Играма у Солт Лејк Ситију 2002. одлучио да следи праксу „једна понуда, један град“, са једним организационим одбором за обе игре, након чега су уследиле Игре у Атини 2004. и Игре у Торину 2006. Споразум је прилагођен 2003. Продужење је потписано у јуну 2006.

## Летње олимпијске игре
| Игре           | Година      | Понуђивач       | Понуђивач            | Одлука                                                                          | Коначни процес селекције | Коначни процес селекције | Белешка  |
| Игре           | Година      | Град            | НОК                  | Одлука                                                                          | Датум                    | Заседање МОК-а           | Белешка  |
| -------------- | ----------- | --------------- | -------------------- | ------------------------------------------------------------------------------- | ------------------------ | ------------------------ | -------- |
| I              | 1896        | Атина           | Грчка                | Додељено је да буде домаћин I олимпијаде (једина понуда)                        | 23. јун 1894.            | 1. у Паризу              | [ i ]    |
| II             | 1900        | Париз           | Француска            | Додељено је да буде домаћин II олимпијаде (једина понуда)                       | 23. јун 1894.            | 1. у Паризу              | [ i ]    |
| III            | 1904        | Чикаго          | САД                  | Додељено је да буде домаћин III олимпијаде (пребачено у Сент Луис)              | 22. мај 1901.            | 4. у Паризу              | [ ii ]   |
| III            | 1904        | Сент Луис       | САД                  | Инхерентно се додељује да буде домаћин III олимпијаде                           | 22. мај 1901.            | 4. у Паризу              | [ ii ]   |
| IV             | 1908        | Рим             | Италија              | Додељено је да буде домаћин IV олимпијаде (поново приписан)                     | јун 1904.                | 6. у Лондону             | [ iii ]  |
| IV             | 1908        | Лондон          | Уједињено Краљевство | Инхерентно се додељује да буде домаћин IV олимпијаде                            | јун 1904.                | 6. у Лондону             | [ iii ]  |
| IV             | 1908        | Берлин          | Немачка              | Није изабрана за домаћина игара                                                 | јун 1904.                | 6. у Лондону             | [ iii ]  |
| IV             | 1908        | Милан           | Италија              | Није изабрана за домаћина игара                                                 | јун 1904.                | 6. у Лондону             | [ iii ]  |
| V              | 1912        | Стокхолм        | Шведска              | Додељено је да буде домаћин V олимпијаде (једина понуда)                        | 27 May 1909              | 10. у Берлину            |          |
| VI             | 1916        | Берлин          | Немачка              | Додељено је да буде домаћин VI олимпијаде (отказано)                            | 27. мај 1912.            | 14. у Стокхолму          | [ iv ]   |
| VI             | 1916        | Александрија    | Египат               | Нису изабрани за домаћина игара                                                 | 27. мај 1912.            | 14. у Стокхолму          | [ iv ]   |
| VI             | 1916        | Амстердам       | Холандија            | Нису изабрани за домаћина игара                                                 | 27. мај 1912.            | 14. у Стокхолму          | [ iv ]   |
| VI             | 1916        | Брисел          | Белгија              | Нису изабрани за домаћина игара                                                 | 27. мај 1912.            | 14. у Стокхолму          | [ iv ]   |
| VI             | 1916        | Будимпешта      | Мађарска             | Нису изабрани за домаћина игара                                                 | 27. мај 1912.            | 14. у Стокхолму          | [ iv ]   |
| VI             | 1916        | Кливленд        | САД                  | Нису изабрани за домаћина игара                                                 | 27. мај 1912.            | 14. у Стокхолму          | [ iv ]   |
| VII            | 1920        | Антверпен       | Белгија              | Додељено је да буде домаћин VII олимпијаде                                      | 5. април 1919.           | 17. у Лозани             | [ v ]    |
| VII            | 1920        | Амстердам       | Холандија            | Нису изабрани за домаћина игара                                                 | 5. април 1919.           | 17. у Лозани             | [ v ]    |
| VII            | 1920        | Атланта         | САД                  | Нису изабрани за домаћина игара                                                 | 5. април 1919.           | 17. у Лозани             | [ v ]    |
| VII            | 1920        | Будимпешта      | Мађарска             | Нису изабрани за домаћина игара                                                 | 5. април 1919.           | 17. у Лозани             | [ v ]    |
| VII            | 1920        | Кливленд        | САД                  | Нису изабрани за домаћина игара                                                 | 5. април 1919.           | 17. у Лозани             | [ v ]    |
| VII            | 1920        | Хавана          | Куба                 | Нису изабрани за домаћина игара                                                 | 5. април 1919.           | 17. у Лозани             | [ v ]    |
| VII            | 1920        | Филаделфија     | САД                  | Нису изабрани за домаћина игара                                                 | 5. април 1919.           | 17. у Лозани             | [ v ]    |
| VII            | 1920        | Лион            | Француска            | Повукао се током процеса избора домаћина                                        | 5. април 1919.           | 17. у Лозани             | [ v ]    |
| VIII           | 1924        | Париз           | Француска            | Додељено је да буде домаћин VIII олимпијаде                                     | 2. јун 1921.             | 19. у Лозани             | [ vi ]   |
| VIII           | 1924        | Амстердам       | Холандија            | Нису изабрани за домаћина игара                                                 | 2. јун 1921.             | 19. у Лозани             | [ vi ]   |
| VIII           | 1924        | Барселона       | Шпанија              | Нису изабрани за домаћина игара                                                 | 2. јун 1921.             | 19. у Лозани             | [ vi ]   |
| VIII           | 1924        | Лос Анђелес     | САД                  | Нису изабрани за домаћина игара                                                 | 2. јун 1921.             | 19. у Лозани             | [ vi ]   |
| VIII           | 1924        | Праг            | Чехословачка         | Нису изабрани за домаћина игара                                                 | 2. јун 1921.             | 19. у Лозани             | [ vi ]   |
| VIII           | 1924        | Рим             | Италија              | Нису изабрани за домаћина игара                                                 | 2. јун 1921.             | 19. у Лозани             | [ vi ]   |
| IX             | 1928        | Амстердам       | Холандија            | Додељено је да буде домаћин IX олимпијаде                                       | 2. јун 1921.             | 19.у Лозани              |          |
| IX             | 1928        | Лос Анђелес     | САД                  | Није изабран за домаћина игара                                                  | 2. јун 1921.             | 19.у Лозани              |          |
| X              | 1932        | Лос Анђелес     | САД                  | Додељено је да буде домаћин X олимпијаде (једина понуда)                        | 9 April 1923.            | 21. у Риму               |          |
| XI             | 1936        | Берлин          | Немачка              | Додељено је да буде домаћин XI олимпијаде (43 гласа)                            | 13. мај 1931.            | 29. у Барселони          |          |
| XI             | 1936        | Барселона       | Шпанија              | Елиминисана на првом кругу гласања (16 гласова)                                 | 13. мај 1931.            | 29. у Барселони          |          |
| XI             | 1936        | Александрија    | Египат               | Повукла се током процеса избора домаћина                                        | 13. мај 1931.            | 29. у Барселони          |          |
| XI             | 1936        | Будимпешта      | Мађарска             | Повукла се током процеса избора домаћина                                        | 13. мај 1931.            | 29. у Барселони          |          |
| XI             | 1936        | Буенос Ајрес    | Аргентина            | Повукла се током процеса избора домаћина                                        | 13. мај 1931.            | 29. у Барселони          |          |
| XI             | 1936        | Келн            | Немачка              | Повукла се током процеса избора домаћина                                        | 13. мај 1931.            | 29. у Барселони          |          |
| XI             | 1936        | Даблин          | Ирска                | Повукла се током процеса избора домаћина                                        | 13. мај 1931.            | 29. у Барселони          |          |
| XI             | 1936        | Франкфурт       | Немачка              | Повукла се током процеса избора домаћина                                        | 13. мај 1931.            | 29. у Барселони          |          |
| XI             | 1936        | Хелсинки        | Финска               | Повукла се током процеса избора домаћина                                        | 13. мај 1931.            | 29. у Барселони          |          |
| XI             | 1936        | Лозана          | Швајцарска           | Повукла се током процеса избора домаћина                                        | 13. мај 1931.            | 29. у Барселони          |          |
| XI             | 1936        | Монтевидео      | Уругвај              | Повукла се током процеса избора домаћина                                        | 13. мај 1931.            | 29. у Барселони          |          |
| XI             | 1936        | Нирнберг        | Немачка              | Повукла се током процеса избора домаћина                                        | 13. мај 1931.            | 29. у Барселони          |          |
| XI             | 1936        | Рио де Жанеиро  | Бразил               | Повукла се током процеса избора домаћина                                        | 13. мај 1931.            | 29. у Барселони          |          |
| XI             | 1936        | Рим             | Италија              | Повукла се током процеса избора домаћина                                        | 13. мај 1931.            | 29. у Барселони          |          |
| XII            | 1940        | Токио           | Јапан                | Додељено је да буде домаћин XII олимпијаде (одрекао се права)                   | 31. јул 1936.            | 35. у Берлину            | [ vii ]  |
| XII            | 1940        | Хелсинки        | Финска               | Инхерентно се додељује да буде домаћин XII олимпијаде (отказано)                | 31. јул 1936.            | 35. у Берлину            | [ vii ]  |
| XII            | 1940        | Барселона       | Шпанија              | Није изабрана за домаћина игара                                                 | 31. јул 1936.            | 35. у Берлину            | [ vii ]  |
| XII            | 1940        | Рим             | Италија              | Није изабран за домаћина игара                                                  | 31. јул 1936.            | 35. у Берлину            | [ vii ]  |
| XIII           | 1944        | Лондон          | Уједињено Краљевство | Додељено је да буде домаћин XIII олимпијаде (20 гласова; отказано)              | 9. јун 1939.             | 38. у Лондону            | [ viii ] |
| XIII           | 1944        | Rome            | Италија              | Елиминисан на првом кругу гласања (11 гласова)                                  | 9. јун 1939.             | 38. у Лондону            | [ viii ] |
| XIII           | 1944        | Детроит         | САД                  | Елиминисан на првом кругу гласања (2 гласа)                                     | 9. јун 1939.             | 38. у Лондону            | [ viii ] |
| XIII           | 1944        | Лозана          | Швајцарска           | Елиминисан на првом кругу гласања (1 глас)                                      | 9. јун 1939.             | 38. у Лондону            | [ viii ] |
| XIII           | 1944        | Атина           | Грчка                | Елиминисан на првом кругу (ниједан глас)                                        | 9. јун 1939.             | 38. у Лондону            | [ viii ] |
| XIII           | 1944        | Будимпешта      | Мађарска             | Елиминисан на првом кругу (ниједан глас)                                        | 9. јун 1939.             | 38. у Лондону            | [ viii ] |
| XIII           | 1944        | Хелсинки        | Финска               | Елиминисан на првом кругу (ниједан глас)                                        | 9. јун 1939.             | 38. у Лондону            | [ viii ] |
| XIII           | 1944        | Монтреал        | Канада               | Елиминисан на првом кругу (ниједан глас)                                        | 9. јун 1939.             | 38. у Лондону            | [ viii ] |
| XIV            | 1948        | Лондон          | Уједињено Краљевство | Додељено је да буде домаћин XIV олимпијаде                                      | септембар 1946.          | 39. у Лозани             | [ ix ]   |
| XIV            | 1948        | Лозана          | Швајцарска           | Није изабрана за домаћина игара                                                 | септембар 1946.          | 39. у Лозани             | [ ix ]   |
| XIV            | 1948        | Лос Анђелес     | САД                  | Није изабрана за домаћина игара                                                 | септембар 1946.          | 39. у Лозани             | [ ix ]   |
| XIV            | 1948        | Минеаполис      | САД                  | Није изабрана за домаћина игара                                                 | септембар 1946.          | 39. у Лозани             | [ ix ]   |
| XIV            | 1948        | Филаделфија     | САД                  | Није изабрана за домаћина игара                                                 | септембар 1946.          | 39. у Лозани             | [ ix ]   |
| XIV            | 1948        | Балтимор        | САД                  | Није изабрана за домаћина игара                                                 | септембар 1946.          | 39. у Лозани             | [ ix ]   |
| XV             | 1952        | Хелсинки        | Финска               | Додељено је да буде домаћин XV олимпијаде (15 гласова)                          | 21. јун 1947.            | 40th in Стокхолм         |          |
| XV             | 1952        | Минеаполис      | САД                  | Елиминисани у другом кругу гласања (5 гласова)                                  | 21. јун 1947.            | 40th in Стокхолм         |          |
| XV             | 1952        | Лос Анђелес     | САД                  | Елиминисани у другом кругу гласања (5 гласова)                                  | 21. јун 1947.            | 40th in Стокхолм         |          |
| XV             | 1952        | Амстердам       | Холандија            | Елиминисани у другом кругу гласања (3 гласа)                                    | 21. јун 1947.            | 40th in Стокхолм         |          |
| XV             | 1952        | Детроит         | САД                  | Елиминисани у другом кругу гласања (2 гласа)                                    | 21. јун 1947.            | 40th in Стокхолм         |          |
| XV             | 1952        | Чикаго          | САД                  | Елиминисани у првом кругу (1 глас)                                              | 21. јун 1947.            | 40th in Стокхолм         |          |
| XV             | 1952        | Филаделфија     | САД                  | Елиминисани у првом кругу (без гласа)                                           | 21. јун 1947.            | 40th in Стокхолм         |          |
| XVI            | 1956        | Мелбурн         | Аустралија           | Додељено је да буде домаћин XVI олимпијаде (21 глас)                            | 28. април 1949.          | 43. у Риму               | [ x ]    |
| XVI            | 1956        | Буенос Ајрес    | Аргентина            | Елиминисани после четвртог круга гласања (20 гласова)                           | 28. април 1949.          | 43. у Риму               | [ x ]    |
| XVI            | 1956        | Лос Анђелес     | САД                  | Елиминисани после трећег круга гласања (5 гласова)                              | 28. април 1949.          | 43. у Риму               | [ x ]    |
| XVI            | 1956        | Детроит         | САД                  | Елиминисани после трећег круга гласања (4 гласа)                                | 28. април 1949.          | 43. у Риму               | [ x ]    |
| XVI            | 1956        | Мексико Сити    | Мексико              | Елиминисани после другог круга гласања (3 гласа)                                | 28. април 1949.          | 43. у Риму               | [ x ]    |
| XVI            | 1956        | Чикаго          | САД                  | Елиминисани после првог круга гласања (1 глас)                                  | 28. април 1949.          | 43. у Риму               | [ x ]    |
| XVI            | 1956        | Минеаполис      | САД                  | Елиминисани после првог круга гласања (1 глас)                                  | 28. април 1949.          | 43. у Риму               | [ x ]    |
| XVI            | 1956        | Филаделфија     | САД                  | Елиминисани после првог круга гласања (1 глас)                                  | 28. април 1949.          | 43. у Риму               | [ x ]    |
| XVI            | 1956        | Сан Франциско   | САД                  | Елиминисани после првог круга гласања (без гласа)                               | 28. април 1949.          | 43. у Риму               | [ x ]    |
| XVI            | 1956        | Монтреал        | Канада               | Елиминисани после првог круга гласања (без гласа)                               | 28. април 1949.          | 43. у Риму               | [ x ]    |
| XVII           | 1960        | Рим             | Италија              | Додељено је да буде домаћин XVII олимпијаде (35 гласова)                        | 15. јун 1955.            | 50. у Паризу             |          |
| XVII           | 1960        | Лозана          | Швајцарска           | Елиминисани после трећег круга гласања (24 гласа)                               | 15. јун 1955.            | 50. у Паризу             |          |
| XVII           | 1960        | Детроит         | САД                  | Елиминисани после другог круга гласања (11 гласова)                             | 15. јун 1955.            | 50. у Паризу             |          |
| XVII           | 1960        | Будимпешта      | Мађарска             | Елиминисани после првог круга гласања (1 глас)                                  | 15. јун 1955.            | 50. у Паризу             |          |
| XVII           | 1960        | Брисел          | Белгија              | Елиминисани после првог круга гласања (6 гласова)                               | 15. јун 1955.            | 50. у Паризу             |          |
| XVII           | 1960        | Мексико Сити    | Мексико              | Елиминисани после првог круга гласања (6 гласова)                               | 15. јун 1955.            | 50. у Паризу             |          |
| XVII           | 1960        | Токио           | Јапан                | Елиминисани после првог круга гласања (4 гласа)                                 | 15. јун 1955.            | 50. у Паризу             |          |
| XVIII          | 1964        | Токио           | Јапан                | Додељено је да буде домаћин XVIII олимпијаде (34 гласа)                         | 26. мај 1959.            | 55. у Минхену            |          |
| XVIII          | 1964        | Детроит         | САД                  | Елиминисани после првог круга гласања (10 гласова)                              | 26. мај 1959.            | 55. у Минхену            |          |
| XVIII          | 1964        | Беч             | Аустрија             | Елиминисани после првог круга гласања (9 гласова)                               | 26. мај 1959.            | 55. у Минхену            |          |
| XVIII          | 1964        | Брисел          | Белгија              | Елиминисани после првог круга гласања (5 гласова)                               | 26. мај 1959.            | 55. у Минхену            |          |
| XIX            | 1968        | Мексико Сити    | Мексико              | Додељено је да буде домаћин XIX олимпијаде (30 гласова)                         | 18. октобар 1963.        | 60. у Баден-Бадену       |          |
| XIX            | 1968        | Детроит         | САД                  | Елиминисани после првог круга гласања (14 гласова)                              | 18. октобар 1963.        | 60. у Баден-Бадену       |          |
| XIX            | 1968        | Лион            | Француска            | Елиминисани после првог круга гласања (12 гласова)                              | 18. октобар 1963.        | 60. у Баден-Бадену       |          |
| XIX            | 1968        | Буенос Ајрес    | Аргентина            | Елиминисани после првог круга гласања (2 гласа)                                 | 18. октобар 1963.        | 60. у Баден-Бадену       |          |
| XX             | 1972        | Минхен          | Западна Немачка      | Додељено је да буде домаћин XX олимпијаде (31 глас)                             | 26. април 1966.          | 64. у Риму               |          |
| XX             | 1972        | Мадрид          | Шпанија              | Елиминисани после другог круга гласања (16 гласова)                             | 26. април 1966.          | 64. у Риму               |          |
| XX             | 1972        | Монтреал        | Канада               | Елиминисани после другог круга гласања (13 гласова)                             | 26. април 1966.          | 64. у Риму               |          |
| XX             | 1972        | Детроит         | САД                  | Елиминисани после првог круга гласања (6 гласова)                               | 26. април 1966.          | 64. у Риму               |          |
| XXI            | 1976        | Монтреал        | Канада               | Додељено је да буде домаћин XXI олимпијаде (41 глас)                            | 12. мај 1970.            | 69. у Амстердаму         |          |
| XXI            | 1976        | Москва          | СССР                 | Елиминисани после другог круга гласања (28 гласова)                             | 12. мај 1970.            | 69. у Амстердаму         |          |
| XXI            | 1976        | Лос Анђелес     | САД                  | Елиминисани после првог круга гласања (17 гласова)                              | 12. мај 1970.            | 69. у Амстердаму         |          |
| XXII           | 1980        | Москва          | СССР                 | Додељено је да буде домаћин XXII олимпијаде (39 гласова)                        | 23. октобар 1974.        | 75. у Бечу               |          |
| XXII           | 1980        | Лос Анђелес     | САД                  | Елиминисани после првог круга гласања (20 гласова)                              | 23. октобар 1974.        | 75. у Бечу               |          |
| XXIII          | 1984        | Лос Анђелес     | САД                  | Додељено је да буде домаћин XXIII олимпијаде (једина понуда)                    | 18. мај 1978.            | 80. у Атини              |          |
| XXIV           | 1988        | Сеул            | Јужна Кореја         | Додељено је да буде домаћин XXIV олимпијаде (52 гласа)                          | 30. септембарr 1981.     | 84. у Баден-Бадену       |          |
| XXIV           | 1988        | Нагоја          | Јапан                | Елиминисани после првог круга гласања (27 гласова)                              | 30. септембарr 1981.     | 84. у Баден-Бадену       |          |
| XXV            | 1992        | Барселона       | Шпанија              | Додељено је да буде домаћин XXV олимпијаде (47 гласова)                         | 17. октобар 1986.        | 91. у Лозана             |          |
| XXV            | 1992        | Париз           | Француска            | Елиминисан после трећег круга гласања (23 гласа)                                | 17. октобар 1986.        | 91. у Лозана             |          |
| XXV            | 1992        | Бризбејн        | Аустралија           | Елиминисан после трећег круга гласања (10 гласова)                              | 17. октобар 1986.        | 91. у Лозана             |          |
| XXV            | 1992        | Београд         | Југославија          | Елиминисан после трећег круга гласања (5 гласова)                               | 17. октобар 1986.        | 91. у Лозана             |          |
| XXV            | 1992        | Бирмингем       | Уједињено Краљевство | Елиминисан после другог круга гласања (8 гласова)                               | 17. октобар 1986.        | 91. у Лозана             |          |
| XXV            | 1992        | Амстердам       | Холандија            | Елиминисан после првог круга гласања (5 гласова)                                | 17. октобар 1986.        | 91. у Лозана             |          |
| XXVI           | 1996        | Атланта         | САД                  | Додељено је да буде домаћин XXVI олимпијаде (51 глас)                           | 18. септембар 1990.      | 96. у Токију             |          |
| XXVI           | 1996        | Атина           | Грчка                | Елиминисан после петог круга гласања (35 гласова)                               | 18. септембар 1990.      | 96. у Токију             |          |
| XXVI           | 1996        | Торонто         | Канада               | Елиминисан после четвртог круга гласања (22 гласа)                              | 18. септембар 1990.      | 96. у Токију             |          |
| XXVI           | 1996        | Мелбурн         | Аустралија           | Елиминисан после трећег круга гласања (16 гласова)                              | 18. септембар 1990.      | 96. у Токију             |          |
| XXVI           | 1996        | Манчестер       | Уједињено Краљевство | Елиминисан после другог круга гласања (5 гласова)                               | 18. септембар 1990.      | 96. у Токију             |          |
| XXVI           | 1996        | Београд         | Југославија          | Елиминисан после првог круга гласања (7 гласова)                                | 18. септембар 1990.      | 96. у Токију             |          |
| XXVII          | 2000        | Сиднеј          | Аустралија           | Додељено је да буде домаћин XXVII олимпијада (45 гласова)                       | 23. септембар 1993.      | 101. у Монте Карлу       |          |
| XXVII          | 2000        | Пекинг          | Кина                 | Елиминисан после четвртог круга гласања (43 гласа)                              | 23. септембар 1993.      | 101. у Монте Карлу       |          |
| XXVII          | 2000        | Манчестер       | Уједињено Краљевство | Елиминисан после трећег круга гласања (11 гласова)                              | 23. септембар 1993.      | 101. у Монте Карлу       |          |
| XXVII          | 2000        | Берлин          | Немачка              | Елиминисан после другог круга гласања (9 гласова)                               | 23. септембар 1993.      | 101. у Монте Карлу       |          |
| XXVII          | 2000        | Истанбул        | Турска               | Елиминисан после првог круга гласања (7 гласова)                                | 23. септембар 1993.      | 101. у Монте Карлу       |          |
| XXVII          | 2000        | Бразилија       | Бразил               | Одустао током процеса избора домаћина                                           | 23. септембар 1993.      | 101. у Монте Карлу       |          |
| XXVII          | 2000        | Милано          | Италија              | Одустао током процеса избора домаћина                                           | 23. септембар 1993.      | 101. у Монте Карлу       |          |
| XXVII          | 2000        | Ташкент         | Узбекистан           | Одустао током процеса избора домаћина                                           | 23. септембар 1993.      | 101. у Монте Карлу       |          |
| XXVIII         | 2004        | Атина           | Грчка                | Додељено је да буде домаћин XXVIII олимпијаде (66 гласова)                      | 9. мај 1997.             | 106. у Лозани            |          |
| XXVIII         | 2004        | Рим             | Италија              | Елиминисан после четвртог круга гласања (41 глас)                               | 9. мај 1997.             | 106. у Лозани            |          |
| XXVIII         | 2004        | Кејптаун        | Јужна Африка         | Елиминисан после трећег круга гласања (20 гласова)                              | 9. мај 1997.             | 106. у Лозани            |          |
| XXVIII         | 2004        | Стокхолм        | Шведска              | Елиминисан после другог круга гласања (19 гласова)                              | 9. мај 1997.             | 106. у Лозани            |          |
| XXVIII         | 2004        | Буенос Ајрес    | Аргентина            | Елиминисан у другом кругу гласања (44 гласова)                                  | 9. мај 1997.             | 106. у Лозани            |          |
| XXVIII         | 2004        | Истанбул        | Турска               | Нису ушли у ужи избор за фазу кандидатуре                                       | 9. мај 1997.             | 106. у Лозани            |          |
| XXVIII         | 2004        | Лил             | Француска            | Нису ушли у ужи избор за фазу кандидатуре                                       | 9. мај 1997.             | 106. у Лозани            |          |
| XXVIII         | 2004        | Рио де Жанеиро  | Бразил               | Нису ушли у ужи избор за фазу кандидатуре                                       | 9. мај 1997.             | 106. у Лозани            |          |
| XXVIII         | 2004        | Санкт Петербург | Русија               | Нису ушли у ужи избор за фазу кандидатуре                                       | 9. мај 1997.             | 106. у Лозани            |          |
| XXVIII         | 2004        | Сан Хуан        | Порторико            | Нису ушли у ужи избор за фазу кандидатуре                                       | 9. мај 1997.             | 106. у Лозани            |          |
| XXVIII         | 2004        | Севиља          | Шпанија              | Нису ушли у ужи избор за фазу кандидатуре                                       | 9. мај 1997.             | 106. у Лозани            |          |
| XXIX           | 2008        | Пекинг          | Кина                 | Додељено је да буде домаћин XXIX олимпијаде (56 гласова од 107 гласача; 52.34%) | 13. јул 2001.            | 112. у Москви            |          |
| XXIX           | 2008        | Торонто         | Канада               | Елиминисан после другог круга гласања (22 гласа од 107 гласача; 20.56%)         | 13. јул 2001.            | 112. у Москви            |          |
| XXIX           | 2008        | Париз           | Француска            | Елиминисан после другог круга гласања (18 гласова од 107 гласача; 16.82%)       | 13. јул 2001.            | 112. у Москви            |          |
| XXIX           | 2008        | Истанбул        | Турска               | Елиминисан после другог круга гласања (9 гласова од 107 гласача; 8.41%)         | 13. јул 2001.            | 112. у Москви            |          |
| XXIX           | 2008        | Осака           | Јапан                | Елиминисан после првог круга гласања (6 гласова од 105 гласача; 5.71%)          | 13. јул 2001.            | 112. у Москви            |          |
| XXIX           | 2008        | Банкок          | Тајланд              | Нису ушли у ужи избор за фазу кандидатуре                                       | 13. јул 2001.            | 112. у Москви            |          |
| XXIX           | 2008        | Каиро           | Египат               | Нису ушли у ужи избор за фазу кандидатуре                                       | 13. јул 2001.            | 112. у Москви            |          |
| XXIX           | 2008        | Хавана          | Куба                 | Нису ушли у ужи избор за фазу кандидатуре                                       | 13. јул 2001.            | 112. у Москви            |          |
| XXIX           | 2008        | Куала Лумпур    | Малезија             | Нису ушли у ужи избор за фазу кандидатуре                                       | 13. јул 2001.            | 112. у Москви            |          |
| XXIX           | 2008        | Севиља          | Шпанија              | Нису ушли у ужи избор за фазу кандидатуре                                       | 13. јул 2001.            | 112. у Москви            |          |
| XXX            | 2012        | Лондон          | Уједињено Краљевство | Додељено је да буде домаћин XXX олимпијаде (54 гласа од 107 гласача; 50.47%)    | 6. јул 2005.             | 117. у Сингапуру         |          |
| XXX            | 2012        | Париз           | Француска            | Елиминисан после четвртог круга гласања (50 гласова од 107 гласача; 46.73%)     | 6. јул 2005.             | 117. у Сингапуру         |          |
| XXX            | 2012        | Мадрид          | Шпанија              | Елиминисан после трећег круга гласања (31 гласова од 105 гласача; 29.52%)       | 6. јул 2005.             | 117. у Сингапуру         |          |
| XXX            | 2012        | Њујорк          | САД                  | Елиминисан после другог круга гласања (16 гласова од 102 гласача; 15.69%)       | 6. јул 2005.             | 117. у Сингапуру         |          |
| XXX            | 2012        | Москва          | Русија               | Елиминисан после првог круга гласања (15 гласова од 99 гласача; 15.15%)         | 6. јул 2005.             | 117. у Сингапуру         |          |
| XXX            | 2012        | Истанбул        | Турска               | Нису ушли у ужи избор за фазу кандидатуре                                       | 6. јул 2005.             | 117. у Сингапуру         |          |
| XXX            | 2012        | Лајпциг         | Немачка              | Нису ушли у ужи избор за фазу кандидатуре                                       | 6. јул 2005.             | 117. у Сингапуру         |          |
| XXX            | 2012        | Рио де Жанеиро  | Бразил               | Нису ушли у ужи избор за фазу кандидатуре                                       | 6. јул 2005.             | 117. у Сингапуру         |          |
| XXX            | 2012        | Хавана          | Куба                 | Нису ушли у ужи избор за фазу кандидатуре                                       | 6. јул 2005.             | 117. у Сингапуру         |          |
| XXXI           | 2016        | Рио де Жанеиро  | Бразил               | Додељено је да буде домаћин XXXI олимпијаде (66 гласова од 98 гласача; 67.35%)  | 2. октобар 2009.         | 121. у Копенхагену       |          |
| XXXI           | 2016        | Мадрид          | Шпанија              | Елиминисан после трећег круга гласања (32 гласова од 98 гласача; 32.65%)        | 2. октобар 2009.         | 121. у Копенхагену       |          |
| XXXI           | 2016        | Токио           | Јапан                | Елиминисан после другог круга гласања (20 гласова од 96 гласача; 21.05%)        | 2. октобар 2009.         | 121. у Копенхагену       |          |
| XXXI           | 2016        | Чикаго          | САД                  | Елиминисан после првог круга гласања (18 гласова од 94 гласача; 19.15%)         | 2. октобар 2009.         | 121. у Копенхагену       |          |
| XXXI           | 2016        | Баку            | Азербејџан           | Нису ушли у ужи избор за фазу кандидатуре                                       | 2. октобар 2009.         | 121. у Копенхагену       |          |
| XXXI           | 2016        | Доха            | Катар                | Нису ушли у ужи избор за фазу кандидатуре                                       | 2. октобар 2009.         | 121. у Копенхагену       |          |
| XXXI           | 2016        | Праг            | Чешка                | Нису ушли у ужи избор за фазу кандидатуре                                       | 2. октобар 2009.         | 121. у Копенхагену       |          |
| XXXII          | 2020        | Токио           | Јапан                | Додељено је да буде домаћин XXXII олимпијаде (60 votes)                         | 7. септембар 2013.       | 125. у Буенос Ајресу     | [ xi ]   |
| XXXII          | 2020        | Истанбул        | Турска               | Елиминисан после другог круга гласања (36 гласова)                              | 7. септембар 2013.       | 125. у Буенос Ајресу     | [ xi ]   |
| XXXII          | 2020        | Мадрид          | Шпанија              | Елиминисан после другог круга гласања (49 гласова)                              | 7. септембар 2013.       | 125. у Буенос Ајресу     | [ xi ]   |
| XXXII          | 2020        | Баку            | Азербејџан           | Нису ушли у ужи избор за фазу кандидатуре                                       | 7. септембар 2013.       | 125. у Буенос Ајресу     | [ xi ]   |
| XXXII          | 2020        | Доха            | Катар                | Нису ушли у ужи избор за фазу кандидатуре                                       | 7. септембар 2013.       | 125. у Буенос Ајресу     | [ xi ]   |
| XXXII          | 2020        | Рим             | Италија              | Нису ушли у ужи избор за фазу кандидатуре                                       | 7. септембар 2013.       | 125. у Буенос Ајресу     | [ xi ]   |
| XXXIII & XXXIV | 2024 & 2028 | Париз           | Француска            | Додељено је да буде домаћин XXXIII олимпијаде (једногласно)                     | 13. септембар 2017.      | 131. у Лими              | [ xii ]  |
| XXXIII & XXXIV | 2024 & 2028 | Лос Анђелес     | САД                  | Додељено је да буде домаћин XXXIV олимпијаде (једногласно)                      | 13. септембар 2017.      | 131. у Лими              | [ xii ]  |
| XXXIII & XXXIV | 2024 & 2028 | Будимпешта      | Мађарска             | Повукли се током фазе кандидовања                                               | 13. септембар 2017.      | 131. у Лими              | [ xii ]  |
| XXXIII & XXXIV | 2024 & 2028 | Хамбург         | Немачка              | Повукли се током фазе кандидовања                                               | 13. септембар 2017.      | 131. у Лими              | [ xii ]  |
| XXXIII & XXXIV | 2024 & 2028 | Рим             | Италија              | Повукли се током фазе кандидовања                                               | 13. септембар 2017.      | 131. у Лими              | [ xii ]  |
| XXXV           | 2032        | Бризбејн        | Аустралија           | Додељено је да буде домаћин XXXV олимпијаде (једини конкурисао)                 | 21. јул 2021.            | 138. у Токију, Јапан     | [ 12 ]   |

## Зимске олимпијске игре
| Игре  | Година | Понуђивач                  | Понуђивач           | Одлука                                                           | Коначни процес селекције | Коначни процес селекције | Белешка         |
| Игре  | Година | Град                       | НОК                 | Одлука                                                           | Датум                    | Заседање МОК-а           | Белешка         |
| ----- | ------ | -------------------------- | ------------------- | ---------------------------------------------------------------- | ------------------------ | ------------------------ | --------------- |
| I     | 1924   | Шамони                     | Француска           | Додељено је да буде домаћин I олимпијаде (једини)                | 2. јун 1921.             | 19. у Лозани             | [ xiii ]        |
| II    | 1928   | Санкт Мориц                | Швајцарска          | Додељено је да буде домаћин II олимпијаде                        | 5. јун 1926.             | 24. у Лисабону           |                 |
| II    | 1928   | Давос                      | Швајцарска          | Није изабран за домаћина игара                                   | 5. јун 1926.             | 24. у Лисабону           |                 |
| II    | 1928   | Енгелберг                  | Швајцарска          | Није изабран за домаћина игара                                   | 5. јун 1926.             | 24. у Лисабону           |                 |
| III   | 1932   | Лејк Плесид                | САД                 | Додељено је да буде домаћин III олимпијаде                       | 10. април 1929.          | 27. у Лозани             | [ xiv ]         |
| III   | 1932   | Бер Маунтајн               | САД                 | Није изабран за домаћина игара                                   | 10. април 1929.          | 27. у Лозани             | [ xiv ]         |
| III   | 1932   | Денвер                     | САД                 | Није изабран за домаћина игара                                   | 10. април 1929.          | 27. у Лозани             | [ xiv ]         |
| III   | 1932   | Дулут                      | САД                 | Није изабран за домаћина игара                                   | 10. април 1929.          | 27. у Лозани             | [ xiv ]         |
| III   | 1932   | Минеаполис                 | САД                 | Није изабран за домаћина игара                                   | 10. април 1929.          | 27. у Лозани             | [ xiv ]         |
| III   | 1932   | Монтреал                   | Канада              | Није изабран за домаћина игара                                   | 10. април 1929.          | 27. у Лозани             | [ xiv ]         |
| III   | 1932   | Осло                       | Норвешка            | Није изабран за домаћина игара                                   | 10. април 1929.          | 27. у Лозани             | [ xiv ]         |
| III   | 1932   | Јосемитска долина          | САД                 | Није изабран за домаћина игара                                   | 10. април 1929.          | 27. у Лозани             | [ xiv ]         |
| IV    | 1936   | Гармишпартенкирхен         | Немачка             | Додељено је да буде домаћин IV олимпијаде                        | 7. јун 1933.             | 31. у Бечу               | [ xiv ]         |
| IV    | 1936   | Монтреал                   | Канада              | Није изабран за домаћина игара                                   | 7. јун 1933.             | 31. у Бечу               | [ xiv ]         |
| IV    | 1936   | Санкт Мориц                | Швајцарска          | Није изабран за домаћина игара                                   | 7. јун 1933.             | 31. у Бечу               | [ xiv ]         |
| V     | 1940   | Сапоро                     | Јапан               | Додељено је да буде домаћин V олимпијаде (једини; одрекао се)    | 9. јун 1937.             | 36. у Варшави            | [ xiv ] [ vii ] |
| V     | 1940   | Санкт Мориц                | Швајцарска          | Секундарно додељено домаћину V олимпијаде (одустао)              | 9. јун 1937.             | 36. у Варшави            | [ xiv ] [ vii ] |
| V     | 1940   | Гармишпартенкирхен         | Немачка             | Треће додељивање домаћинства V олимпијаде (отказане)             | 9. јун 1937.             | 36. у Варшави            | [ xiv ] [ vii ] |
| V     | 1944   | Кортина д’Ампецо           | Италија             | Додељено је да буде домаћин V олимпијаде (16 гласова; отказане)  | 9. јун 1939.             | 38. у Лондону            | [ xiv ] [ vii ] |
| V     | 1944   | Монтреал                   | Канада              | Елиминисана у првом кругу гласања (12 гласова)                   | 9. јун 1939.             | 38. у Лондону            | [ xiv ] [ vii ] |
| V     | 1944   | Осло                       | Норвешка            | Елиминисана у првом кругу гласања (2 гласа)                      | 9. јун 1939.             | 38. у Лондону            | [ xiv ] [ vii ] |
| V     | 1948   | Санкт Мориц                | Швајцарска          | Додељено је да буде домаћин V олимпијаде                         | септембар 1946.          | 39. у Лозани             | [ xiv ]         |
| V     | 1948   | Лејк Плесид                | САД                 | Није изабрана за домаћина игара                                  | септембар 1946.          | 39. у Лозани             | [ xiv ]         |
| VI    | 1952   | Осло                       | Норвешка            | Додељено је да буде домаћин VI олимпијаде (17 гласова)           | 21. јун 1947.            | 40. у Стокхолму          |                 |
| VI    | 1952   | Кортина д’Ампецо           | Италија             | Елиминисан у првом кругу гласања (9 гласова)                     | 21. јун 1947.            | 40. у Стокхолму          |                 |
| VI    | 1952   | Лејк Плесид                | САД                 | Елиминисан на првом кругу гласања (1 глас)                       | 21. јун 1947.            | 40. у Стокхолму          |                 |
| VII   | 1956   | Кортина д’Ампецо           | Италија             | Додељено је да буде домаћин VII олимпијаде (31 глас)             | 28. април 1949.          | 43. у Риму               |                 |
| VII   | 1956   | Монтреал                   | Канада              | Елиминисан у првом кругу гласања (7 гласова)                     | 28. април 1949.          | 43. у Риму               |                 |
| VII   | 1956   | Колорадо Спрингс           | САД                 | Елиминисан у првом кругу гласања (2 гласа)                       | 28. април 1949.          | 43. у Риму               |                 |
| VII   | 1956   | Лејк Плесид                | САД                 | Елиминисан у првом кругу гласања (1 глас)                        | 28. април 1949.          | 43. у Риму               |                 |
| VIII  | 1960   | Скво Вали                  | САД                 | Додељено је да буде домаћин VIII олимпијаде (32 гласа)           | 16. јун 1955.            | 50. у Паризу             |                 |
| VIII  | 1960   | Инзбрук                    | Аустрија            | Елиминисан у првом кругу гласања (30 гласова)                    | 16. јун 1955.            | 50. у Паризу             |                 |
| VIII  | 1960   | Гармишпартенкирхен         | Западна Немачка     | Елиминисан у првом кругу гласања (5 гласова)                     | 16. јун 1955.            | 50. у Паризу             |                 |
| VIII  | 1960   | Санкт Мориц                | Швајцарска          | Елиминисан у првом кругу гласања (3 гласа)                       | 16. јун 1955.            | 50. у Паризу             |                 |
| IX    | 1964   | Инзбрук                    | Аустрија            | Додељено је да буде домаћин IX олимпијаде (48 гласова)           | 28. април 1959.          | 55. у Минхену            |                 |
| IX    | 1964   | Калгари                    | Канада              | Елиминисан у првом кругу гласања (12 гласова)                    | 28. април 1959.          | 55. у Минхену            |                 |
| IX    | 1964   | Лахти                      | Финска              | Елиминисан у првом кругу гласања (1 глас)                        | 28. април 1959.          | 55. у Минхену            |                 |
| X     | 1968   | Гренобл                    | Француска           | Додељено је да буде домаћин X олимпијаде (32 гласа)              | 28. јануар 1964.         | 61. у Бечу               |                 |
| X     | 1968   | Калгари                    | Канада              | Елиминисан у трећем кругу гласања (24 гласа)                     | 28. јануар 1964.         | 61. у Бечу               |                 |
| X     | 1968   | Лахти                      | Финска              | Елиминисан у другом кругу гласања (14 гласова)                   | 28. јануар 1964.         | 61. у Бечу               |                 |
| X     | 1968   | Сапоро                     | Јапан               | Елиминисан у првом кругу гласања (6 гласова)                     | 28. јануар 1964.         | 61. у Бечу               |                 |
| X     | 1968   | Осло                       | Норвешка            | Елиминисан у првом кругу гласања (4 гласа)                       | 28. јануар 1964.         | 61. у Бечу               |                 |
| X     | 1968   | Лејк Плесид                | САД                 | Елиминисан у првом кругу гласања (3 гласа)                       | 28. јануар 1964.         | 61. у Бечу               |                 |
| XI    | 1972   | Сапоро                     | Јапан               | Додељено је да буде домаћин XI олимпијаде (32 гласа)             | 26. април 1966.          | 64. у Риму               |                 |
| XI    | 1972   | Банф                       | Канада              | Елиминисан у првом кругу гласања (16 гласова)                    | 26. април 1966.          | 64. у Риму               |                 |
| XI    | 1972   | Лахти                      | Финска              | Елиминисан у првом кругу гласања (7 гласова)                     | 26. април 1966.          | 64. у Риму               |                 |
| XI    | 1972   | Солт Лејк Сити             | САД                 | Елиминисан у првом кругу гласања (7 гласова)                     | 26. април 1966.          | 64. у Риму               |                 |
| XII   | 1976   | Денвер                     | САД                 | Додељено је да буде домаћин XII олимпијаде (39 гласова; одустао) | 12. мај 1970.            | 69. у Амстердаму         | [ xv ]          |
| XII   | 1976   | Инзбрук                    | Аустрија            | Друго додељивање домаћинства XII олимпијаде                      | 12. мај 1970.            | 69. у Амстердаму         | [ xv ]          |
| XII   | 1976   | Сион                       | Швајцарска          | Елиминисан у трећем кругу гласања (30 гласова)                   | 12. мај 1970.            | 69. у Амстердаму         | [ xv ]          |
| XII   | 1976   | Тампере                    | Финска              | Елиминисан у другом кругу гласања (8 гласова)                    | 12. мај 1970.            | 69. у Амстердаму         | [ xv ]          |
| XII   | 1976   | Ванкувер и Гарибалди ренџс | Канада              | Елиминисан у првом кругу гласања (9 гласова)                     | 12. мај 1970.            | 69. у Амстердаму         | [ xv ]          |
| XIII  | 1980   | Лејк Плесид                | САД                 | Додељено је да буде домаћин XIII олимпијаде (једини)             | 23. октобар 1974.        | 75. у Бечу               |                 |
| XIII  | 1980   | Ванкувер и Гарибалди ренџс | Канада              | Одустали током процеса избора домаћина                           | 23. октобар 1974.        | 75. у Бечу               |                 |
| XIV   | 1984   | Сарајево                   | Југославија         | Додељено је да буде домаћин XIV олимпијаде (39 гласова)          | 18. мај 1978.            | 80. у Атини              |                 |
| XIV   | 1984   | Сапоро                     | Јапан               | Елиминисан у другом кругу гласања (36 гласова)                   | 18. мај 1978.            | 80. у Атини              |                 |
| XIV   | 1984   | Гетеборг                   | Шведска             | Елиминисан у првом кругу гласања (10 гласова)                    | 18. мај 1978.            | 80. у Атини              |                 |
| XV    | 1988   | Калгари                    | Канада              | Додељено је да буде домаћин XV олимпијаде (48 гласова)           | 30. септембар 1981.      | 84. у Баден-Бадену       |                 |
| XV    | 1988   | Фалун                      | Шведска             | Елиминисан у другом кругу гласања (31 глас)                      | 30. септембар 1981.      | 84. у Баден-Бадену       |                 |
| XV    | 1988   | Кортина д’Ампецо           | Италија             | Елиминисан у првом кругу гласања (18 гласова)                    | 30. септембар 1981.      | 84. у Баден-Бадену       |                 |
| XVI   | 1992   | Албертвил                  | Француска           | Додељено је да буде домаћин XVI олимпијаде (51 гласова)          | 17. октобар 1986.        | 91. у Лозани             |                 |
| XVI   | 1992   | Софија                     | Бугарска            | Елиминисан у петом кругу гласања (25 гласова)                    | 17. октобар 1986.        | 91. у Лозани             |                 |
| XVI   | 1992   | Фалун                      | Шведска             | Елиминисан у петом кругу гласања (9 гласова)                     | 17. октобар 1986.        | 91. у Лозани             |                 |
| XVI   | 1992   | Лилехамер                  | Норвешка            | Елиминисан у другом кругу гласања (40 гласова)                   | 17. октобар 1986.        | 91. у Лозани             |                 |
| XVI   | 1992   | Кортина д’Ампецо           | Италија             | Елиминисан у трећем кругу гласања (7 гласова)                    | 17. октобар 1986.        | 91. у Лозани             |                 |
| XVI   | 1992   | Енкориџ                    | САД                 | Елиминисан у другом кругу гласања (5 votes)                      | 17. октобар 1986.        | 91. у Лозани             |                 |
| XVI   | 1992   | Берхтесгаден               | Западна Немачка     | Елиминисан у првом кругу гласања (6 гласова)                     | 17. октобар 1986.        | 91. у Лозани             |                 |
| XVII  | 1994   | Лилехамер                  | Норвешка            | Додељено је да буде домаћин XVII олимпијаде (45 гласова)         | 15. септембар 1988.      | 94. у Сеулу              |                 |
| XVII  | 1994   | Естерсунд                  | Шведска             | Елиминисан у трећем кругу гласања (39 гласова)                   | 15. септембар 1988.      | 94. у Сеулу              |                 |
| XVII  | 1994   | Енкориџ                    | САД                 | Елиминисан у другом кругу гласања (22 гласа)                     | 15. септембар 1988.      | 94. у Сеулу              |                 |
| XVII  | 1994   | Софија                     | Бугарска            | Елиминисан у првом кругу гласања (17 гласова)                    | 15. септембар 1988.      | 94. у Сеулу              |                 |
| XVIII | 1998   | Нагано                     | Јапан               | Додељено је да буде домаћин XVIII олимпијаде (46 гласова)        | 15. јун 1991.            | 97. у Бирмингему         |                 |
| XVIII | 1998   | Солт Лејк Сити             | САД                 | Елиминисан у четвртом кругу гласања (42 гласа)                   | 15. јун 1991.            | 97. у Бирмингему         |                 |
| XVIII | 1998   | Естерсунд                  | Шведска             | Елиминисан у трећем кругу гласања (23 гласа)                     | 15. јун 1991.            | 97. у Бирмингему         |                 |
| XVIII | 1998   | Хака                       | Шпанија             | Елиминисан у другом кругу гласања (5 гласова)                    | 15. јун 1991.            | 97. у Бирмингему         |                 |
| XVIII | 1998   | Аоста                      | Италија             | Елиминисан у поновљеном гласању (29 гласова)                     | 15. јун 1991.            | 97. у Бирмингему         |                 |
| XIX   | 2002   | Солт Лејк Сити             | САД                 | Додељено је да буде домаћин XIX олимпијаде (54 гласа)            | 16. јун 1995.            | 104. у Будимпешти        |                 |
| XIX   | 2002   | Естерсунд                  | Шведска             | Елиминисан у првом кругу гласања (14 гласова)                    | 16. јун 1995.            | 104. у Будимпешти        |                 |
| XIX   | 2002   | Сион                       | Швајцарска          | Елиминисан у првом кругу гласања (14 гласова)                    | 16. јун 1995.            | 104. у Будимпешти        |                 |
| XIX   | 2002   | Квебек                     | Канада              | Елиминисан у првом кругу гласања (7гласова)                      | 16. јун 1995.            | 104. у Будимпешти        |                 |
| XIX   | 2002   | Грац                       | Аустрија            | Нису ушли у ужи избор за фазу кандидатуре                        | 16. јун 1995.            | 104. у Будимпешти        |                 |
| XIX   | 2002   | Хака                       | Шпанија             | Нису ушли у ужи избор за фазу кандидатуре                        | 16. јун 1995.            | 104. у Будимпешти        |                 |
| XIX   | 2002   | Попрад                     | Словачка            | Нису ушли у ужи избор за фазу кандидатуре                        | 16. јун 1995.            | 104. у Будимпешти        |                 |
| XIX   | 2002   | Сочи                       | Русија              | Нису ушли у ужи избор за фазу кандидатуре                        | 16. јун 1995.            | 104. у Будимпешти        |                 |
| XIX   | 2002   | Тарвизио                   | Италија             | Нису ушли у ужи избор за фазу кандидатуре                        | 16. јун 1995.            | 104. у Будимпешти        |                 |
| XX    | 2006   | Торино                     | Италија             | Додељено је да буде домаћин XX олимпијаде (53 гласа)             | 16. јун 1999.            | 109. у Сеулу             |                 |
| XX    | 2006   | Сион                       | Швајцарска          | Елиминисан у првом кругу гласања (36 гласова)                    | 16. јун 1999.            | 109. у Сеулу             |                 |
| XX    | 2006   | Хелсинки                   | Финска              | Нису ушли у ужи избор за фазу кандидатуре                        | 16. јун 1999.            | 109. у Сеулу             |                 |
| XX    | 2006   | Клагенфурт                 | Аустрија            | Нису ушли у ужи избор за фазу кандидатуре                        | 16. јун 1999.            | 109. у Сеулу             |                 |
| XX    | 2006   | Попрад                     | Словачка            | Нису ушли у ужи избор за фазу кандидатуре                        | 16. јун 1999.            | 109. у Сеулу             |                 |
| XX    | 2006   | Закопане                   | Пољска              | Нису ушли у ужи избор за фазу кандидатуре                        | 16. јун 1999.            | 109. у Сеулу             |                 |
| XXI   | 2010   | Ванкувер                   | Канада              | Додељено је да буде домаћин XXI олимпијаде (54 гласа)            | 2. јул 2003.             | 115. у Прагу             |                 |
| XXI   | 2010   | Пјонгчанг                  | Јужна Кореја        | Елиминисан у другом кругу гласања (53 гласа)                     | 2. јул 2003.             | 115. у Прагу             |                 |
| XXI   | 2010   | Салзбург                   | Аустрија            | Елиминисан у првом кругу гласања (16 гласова)                    | 2. јул 2003.             | 115. у Прагу             |                 |
| XXI   | 2010   | Берн                       | Швајцарска          | Повукао се током фазе кандидовања                                | 2. јул 2003.             | 115. у Прагу             |                 |
| XXI   | 2010   | Андора ла Веља             | Андора              | Нису ушли у ужи избор за фазу кандидатуре                        | 2. јул 2003.             | 115. у Прагу             |                 |
| XXI   | 2010   | Харбин                     | Кина                | Нису ушли у ужи избор за фазу кандидатуре                        | 2. јул 2003.             | 115. у Прагу             |                 |
| XXI   | 2010   | Хaкa                       | Шпанија             | Нису ушли у ужи избор за фазу кандидатуре                        | 2. јул 2003.             | 115. у Прагу             |                 |
| XXI   | 2010   | Сарајево                   | Босна и Херцеговина | Нису ушли у ужи избор за фазу кандидатуре                        | 2. јул 2003.             | 115. у Прагу             |                 |
| XXII  | 2014   | Сочи                       | Русија              | Додељено је да буде домаћин XXII олимпијаде (51 глас)            | 4. јул 2007.             | 119. у Гватемала         |                 |
| XXII  | 2014   | Пјонгчанг                  | Јужна Кореја        | Елиминисан у другом кругу гласања (47 votes)                     | 4. јул 2007.             | 119. у Гватемала         |                 |
| XXII  | 2014   | Салзбург                   | Аустрија            | Елиминисан у првом кругу гласања (25 votes)                      | 4. јул 2007.             | 119. у Гватемала         |                 |
| XXII  | 2014   | Алмати                     | Казахстан           | Нису ушли у ужи избор за фазу кандидатуре                        | 4. јул 2007.             | 119. у Гватемала         |                 |
| XXII  | 2014   | Боржоми                    | Грузија             | Нису ушли у ужи избор за фазу кандидатуре                        | 4. јул 2007.             | 119. у Гватемала         |                 |
| XXII  | 2014   | Хака                       | Шпанија             | Нису ушли у ужи избор за фазу кандидатуре                        | 4. јул 2007.             | 119. у Гватемала         |                 |
| XXII  | 2014   | Софија                     | Бугарска            | Нису ушли у ужи избор за фазу кандидатуре                        | 4. јул 2007.             | 119. у Гватемала         |                 |
| XXIII | 2018   | Пјонгчанг                  | Јужна Кореја        | Додељено је да буде домаћин XXIII олимпијаде (63 гласа)          | 6. јул 2011.             | 123. у Дурбану           |                 |
| XXIII | 2018   | Минхен                     | Немачка             | Елиминисан у првом кругу гласања (25 гласова)                    | 6. јул 2011.             | 123. у Дурбану           |                 |
| XXIII | 2018   | Анси                       | Француска           | Елиминисан у првом кругу гласања (7 гласова)                     | 6. јул 2011.             | 123. у Дурбану           |                 |
| XXIV  | 2022   | Пекинг                     | Кина                | Додељено је да буде домаћин XXIV олимпијаде (44 гласа)           | 31. јул 2015.            | 127. у Куала Лумпуру     |                 |
| XXIV  | 2022   | Алмати                     | Казахстан           | Елиминисан у првом кругу гласања (40 гласова)                    | 31. јул 2015.            | 127. у Куала Лумпуру     |                 |
| XXIV  | 2022   | Осло                       | Норвешка            | Повукао се током фазе кандидовања                                | 31. јул 2015.            | 127. у Куала Лумпуру     |                 |
| XXIV  | 2022   | Краков                     | Пољска              | Нису ушли у ужи избор за фазу кандидатуре                        | 31. јул 2015.            | 127. у Куала Лумпуру     |                 |
| XXIV  | 2022   | Лавов                      | Украјина            | Нису ушли у ужи избор за фазу кандидатуре                        | 31. јул 2015.            | 127. у Куала Лумпуру     |                 |
| XXIV  | 2022   | Стокхолм                   | Шведска             | Нису ушли у ужи избор за фазу кандидатуре                        | 31. јул 2015.            | 127. у Куала Лумпуру     |                 |
| XXV   | 2026   | Милано и Кортина д’Ампецо  | Италија             | Додељено је да буде домаћин XXV олимпијаде (47 гласова)          | 24. јун 2019.            | 134. у Лозани            |                 |
| XXV   | 2026   | Стокхолм и Оре             | Шведска             | Елиминисана на првом кругу гласања (34 гласова)                  | 24. јун 2019.            | 134. у Лозани            |                 |
| XXV   | 2026   | Калгари                    | Канада              | Повукао се током фазе кандидовања                                | 24. јун 2019.            | 134. у Лозани            |                 |
| XXV   | 2026   | Грац                       | Аустрија            | Повукао се током фазе кандидовања                                | 24. јун 2019.            | 134. у Лозани            |                 |
| XXV   | 2026   | Сапоро                     | Јапан               | Повукао се током фазе кандидовања                                | 24. јун 2019.            | 134. у Лозани            |                 |
| XXV   | 2026   | Сион                       | Швајцарска          | Повукао се током фазе кандидовања                                | 24. јун 2019.            | 134. у Лозани            |                 |
| XXV   | 2026   | Ерзурум                    | Турска              | Није ушао у ужи избор за фазу кандидатуре                        | 24. јун 2019.            | 134. у Лозани            |                 |
| XXVI  | 2030   | Барселона                  | Шпанија             | У фази разматрања                                                | 2023.                    | 141. у Мумбајиу          |                 |
| XXVI  | 2030   | Солт Лејк Сити             | САД                 | У фази разматрања                                                | 2023.                    | 141. у Мумбајиу          |                 |
| XXVI  | 2030   | Сапоро                     | Јапан               | У фази разматрања                                                | 2023.                    | 141. у Мумбајиу          |                 |
| XXVI  | 2030   | Ванкувер                   | Канада              | У фази разматрања                                                | 2023.                    | 141. у Мумбајиу          |                 |

## Занимљивости
- Лондон је једини град који је лицитирао више пута и никада није изгубио понуду.
- Детроит је имао највише понуда али ниједном није успео да добије права да буде домаћин игара.
- Лос Анђелес је имао највише понуда на Летњим играма.
- Кортина д’Ампецо и Лејк Плесид су имали највише понуда за домаћина Зимских игара.
- Мађарска је имала највише понуда за домаћина Летњих игара и ниједном нису успеле у намери да буду домаћини игара, са шест понуда – све из Будимпеште. Ово се такође повезује са Турском, она је имала највише понуда за Олимпијске игре, уопште, и никад није добила право домаћиства (Турска је лицитирала за Летње игре пет пута и једном за Зимске).
- Шведска је имала највише безуспешних понуда за домаћинство Зимских игара, (девет).
- Пекинг је једини град који је домаћин и Летњих и Зимских игара.
  - Хелсинки, Милано, Монтреал, Стокхолм и Минхен су изабрани за домаћине „било“ Летњих или Зимских игара али су истовремено били неуспешни кандидати за друге игре. Минеаполис се пријавио као кандидат за домаћина и за Летње и Зимске игре, али никада није изабран.

## Белешке
1. 1 2  На првом заседању Међународног олимпијског комитета, 1894. године, Атина је изабрана да организује прве Олимпијске игре модерне ере, 1896. године, као почаст месту рођења Античких олимпијских игара. Париз је изабран за место одржавања II олимпијаде 1900. године, упркос жељи Пјера де Кубертена да Париз буде домаћин првих модерних Олимпијских игара.[2][3]
2. ↑  Првобитно додељене Чикагу, али је пребачено у Сент Луис да би се поклопиле са Светским сајмом.
3. ↑  Рим је био избор МОК-а, али ерупција Везува 1906. године приморала је Италијане да врате Игре МОК-у, који их је поново дала Лондону.[4]
4. ↑  Игре су отказане због тога зато што је Први светски рат био у току.
5. ↑  Антверпен је награђен Олимпијским играма као компензација и у част Белгијанаца који су се борили, патили и погинули током рата.[5]
6. ↑  Париз је добио Игре по други пут како би испунио жељу Пјера де Кубертена да види успешну Олимпијаду у својој земљи, бришући недостатке Олимпијских игара 1900. године, пре него што се повукао из МОК-а.[6]
7. 1 2 3  Због избијања Другог кинеско-јапанског рата, Јапан се одрекао права на домаћинство и летњих и зимских игара. 1938-07-15, МОК је преместио Летње игре у Хелсинки, а Зимске у Сент Мориц. Инвазија Финске од стране Совјетског Савеза 1939. и Други светски рат који је уследио приморали су МОК да откаже Летње игре 1940.[7] Неслагања са швајцарским званичницима у вези са уласком професионалних скијаша на Игре, навела су МОК да их по други пут узастопно припише Гармиш-Партенкирхену, 1939-06-09. They were cancelled as well because of the war.[8]
8. ↑  Игре су отказане због Другог светског рата који је био у току.
9. ↑  Изабрани без гласања, након завршетка Другог светског рата.
10. ↑  Аустралијски строги закони о карантину су допринели и онемогућили одржавање коњичких приредби у периоду Игара. У мају 1954. године, током 49. заседања МОК-а у Атини, Стокхолм је изабран да организује оно што ће бити познато као „Коњичке игре XVI олимпијаде“.[9][10]
11. ↑  Игре су одложене за 2021. годину због тога што је била у току пандемија Коронавируса.[11]
12. ↑  Понуда Лос Анђелеса је повучена 31. јула 2017. као предуслов за добијање 2028. године, остављајући Париз као једини понуђивач. УСОК је првобитно изабрао Бостон као кандидата САД, али је касније повукао своју понуду у корист Лос Анђелеса.
13. ↑  Шамони је одабран од стране МОКа да организује „Међународну недељу спорта 1924“, која ће се касније сматрати Првим зимским олимпијским играма.[13]
14. 1 2 3 4 5  До ревизије Олимпијске повеље из 1938. године, правила МОК-а су навела да земља домаћин летњих олимпијских игара има приоритет ако жели да буде и домаћин Зимских олимпијских игара исте године.
15. ↑  Процес селекције за Зимске олимпијске игре 1976. састојао се од четири понуде, а Денвер, Сједињене Државе, изабран је испред Сиона, Швајцарска; Тампере, Финска; и Ванкувер, Канада. Одабир је извршен на 70. сједници МОК-а у Амстердаму 12. маја 1970. На референдуму на Зимским олимпијским играма у Денверу 1972. 7. новембра 1972, у Колорадоу гласачи су одбили финансирање игара, и једини пут их је одбио град који је тражио игре. Денвер се званично повукао 15. новембра, а МОК је тада понудио игре Вислеру, Канади, али су и они одбили због промене владе 1972. после избора. Вислер ће бити повезан са успешном понудом суседног Ванкувера за 2010.. Солт Лејк Сити је понудио да буде домаћин игара, али МОК, који се још увек није опоравио због одбијања Денвера, одбио је и изабрао Инзбрук да буде домаћин Зимских олимпијских игара 1976., које су биле домаћин Игара 1964 игара одржаних дванаест година раније, 5. фебруара 1973. Солт Лејк Сити ће тада бити домаћин Зимских олимпијских игара 2002.[14]